# Gröna arbetsgivare
Gröna arbetsgivare, fram till 2018 Skogs- och Lantarbetsgivareförbundet (SLA), är en svensk arbetsgivarorganisation. Cirka 4 000 företag – alla inom den gröna sektorn – är medlemmar i Gröna arbetsgivare. Bland medlemmarna finns företag inom jord- och skogsbruk, trädgårdsodling och anläggningsverksamhet, golf och djursjukvård. Många mindre företag med bara en anställd, men också storföretag, är medlemmar. Medlemsföretagen har sammanlagt runt 35 000 anställda. Gröna arbetsgivare hjälper medlemmarna i alla arbetsgivarfrågor. Motparterna är GS Facket för skogs-, trä- och grafisk bransch och Svenska kommunalarbetareförbundet på arbetarsidan, och Unionen, Naturvetarna, Veterinärförbundet, Sveriges Ingenjörer, Ledarna och Skogs- och lantbrukstjänstemannaförbundet på tjänstemannasidan.
Gröna arbetsgivare är en del av Svenskt Näringsliv. Styrelsen för Gröna arbetsgivare består av företrädare för medlemsföretagen under ordförandeskap av Mats Sandgren, SCA Skog AB. Verkställande direktör är Lena-Liisa Tengblad.
Regionkontor finns i Jönköping, Malmö, Umeå och Örebro. Huvudkontoret ligger i Stockholm.

## Historik
Redan 1904 bildades Skånska Landtmännens Arbetsgifvareförening. Anledningen var att lantarbetarna hade börjat att organisera sig fackligt och att konflikter hade brutit ut på några storgods. Även på andra håll i landet bildades arbetsgivareföreningar under 1900-talets första decennium.
1919 träffades det första riksomfattande kollektivavtalet. Det blev inledningen till en ny fas i SLA:s historia. Föreningen omorganiserades och bildade Svenska Lantarbetsgivarnes Centralförening. Ett formellt kansli upprättades och en VD anställdes.
Föreningen Skogsarbeten bildades 1927. Skogsarbeten var en självständig organisation som representerade industriskogsbruket i Norrland och Dalarna. Vid denna tid hade Centralföreningen redan medverkat vid träffandet av flera lokala skogsavtal för medlemmar som även ägde skog. 1937 bildades en särskild skogssektion inom Centralföreningen. Samma år bytte föreningen namn till Svenska Lantarbetsgivareorganisationen (SLA).
Svenska Trädgårdsarbetsgivareföreningen (STA) bildades 1931 med Centralföreningens hjälp. 1949 anslöts den till SLA:s huvudorganisation och SLA fick sin trädgårdssektion.
1964 ändrade huvudorganisationen namn till Skogs- och Lantarbetsgivareföreningen. 1976, i samband med sammanslagningen med Föreningen Skogsbrukets Arbetsgivare, fick SLA namnet Skogs- och Lantarbetsgivareförbundet.
Den 1 oktober 2018 ändrade förbundet namn till Gröna arbetsgivare.